# Dinarosa Belleri
Teresa Santa Belleri, en religion sœur Dinarosa Belleri, née le 11 novembre 1936 à Cailina di Villa Carcina en Italie, morte le 14 mai 1995 à Kikwit au Zaïre, est une religieuse des Sœurs des pauvres de Bergame, missionnaire et infirmière en Afrique.
« Martyre de la charité » en contractant la maladie Ebola auprès de ceux qu'elle soignait, elle est reconnue vénérable par le pape François en 2021. Elle est fêtée le 14 mai.

## Biographie
Teresa Santa Belleri naît le 11 novembre 1936 à Cailina sur la commune de Villa Carcina, dans la province de Brescia en Italie,. Elle est la deuxième d'une famille de trois enfants. Son père, Battista Belleri, est ouvrier dans un atelier ; sa mère, née Maria Riboldi, est ouvrière dans une filature de coton.
Après ses études primaires, Teresina Belleri apprend le métier de couturière mais ne s'y plaît pas et devient ouvrière. Elle ressent la vocation religieuse et économise pour préparer son trousseau de religieuse.
Elle entre le 18 mars 1957 chez les Sœurs des pauvres de Bergame et y commence sa formation à la maison mère. Lors de sa prise d'habit, elle prend le nom de « sœur Dinarosa ». Elle prononce ses premiers vœux le 3 octobre 1959 et part le lendemain pour Rome, pour y suivre la formation d'infirmière professionnelle. Son diplôme obtenu, elle est affectée à l'hôpital de Cagliari qui traite les formes tuberculeuses. Elle est remarquée pour son sens pratique, sa joie et son envie d'être missionnaire.
Elle est envoyée en octobre 1966 en mission au centre hospitalier du Mosango, alors au Congo belge. Elle s'y occupe des lépreux, des autres patients gravement malades, et des enfants, puis retourne en Europe suivre à Anvers une formation spécialisée en médecine tropicale.
De retour au Congo, elle est nommée à Kikwit, où elle continue de se consacrer aux lépreux et aux malades du sida. Pour désamorcer les conflits qui surgissent parfois, elle s'improvise comédienne lors des moments de récréation, avec perruque et déguisements. Pour se redonner courage, elle aime chanter, même si elle chante faux.
En avril 1995, plusieurs intervenants meurent de la maladie à virus Ebola à la suite de l'opération d'un malade gravement atteint. Sœur Dinarosa Belleri contracte la maladie à son tour en continuant à soigner les malades, et meurt le 14 mai 1995.

## Procédure en béatification
La procédure pour la béatification éventuelle de sœur Dinarosa Belleri est ouverte le 28 avril 2013 au niveau du diocèse de Kikwit et reçoit la même année l'avis du Saint-Siège indiquant que rien ne s'oppose à cette enquête. Une autre enquête diocésaine, complémentaire, est ouverte dans le diocèse de Bergame. Les enquêtes diocésaines sont closes à Bergame en janvier 2014 et à Kikwit le 23 février suivant. Le dossier est transmis à Rome auprès de la Congrégation pour les causes des saints.
La Positio sur les vertus de sœur Dinarosa Belleri est terminée en juin 2018 et examinée en juin 2020 par la commission théologique.
Le pape François approuve le 20 février 2021 la reconnaissance de l'héroïcité de ses vertus et la reconnaît ainsi vénérable,, en même temps que sœurs Floralba Rondi et Clarangela Ghilardi. Sa fête est le 14 mai.